# Eider-Treene-Niederung
Eider-Treene-Niederung (på dansk Ejder-Trene-Sænkningen) er et landskab i det nordlige Tyskland, beliggende i den vestlige del af delstaten Slesvig-Holsten. Det er et område på omkring 500 km² langs floderne Ejderen, Trenen og Sorge.
Ejder-Trene-Sænkningen er det største vejlelandskab i Slesvig-Holsten og omfatter en tredjedel af delstatens moseområde, og giver levestæder for mange vadefuglearter.
I nord grænser området til Hollingsted og Treja, i øst til Rendsborg, i syd møder det moseområderne ved Hanerau og Haalerau på den anden side af Kielerkanalen. Mod vest går det uden nogen fast grænse over i marsken på Ejdersted. Området består af lavningerne omkring floderne og de derimellem liggende småbakker.

## Literatur
- Martin Becker und Gert Kaster: Kulturlandschaft Eider-Treene-Sorge – Wachholtz Verlag Neumünster 2005